# Jean-Bernard Padaré
Jean-Bernard Padare (en arabe: جان برنارد باداري) est un avocat et homme politique tchadien né le 17 août 1967 à Léré au Tchad. Il est spécialisé en droits des affaires et du patrimoine, ainsi que dans les droits de l'homme.

## Biographie

### Formation et débuts professionnels
Jean-Bernard PADARE est né à 17 aout 1967 à Léré dans le département du Lac Léré de la région du Mayo-Kebby Ouest au Tchad. Il a suivi des études de droit à Tours et à Poitiers en France où il obtient son diplôme. Par la suite, il se spécialise en droit des affaires et devient avocat au barreau du Tchad.

### Carrière d'avocat
Après avoir obtenu son diplôme, Jean-Bernard Padaré commence sa carrière juridique en intégrant le cabinet de Maître Ngarta en 1996, puis est titularisé avocat au Barreau du Tchad en 1998, travaillant notamment dans le domaine de la défense des droits de l’homme. Il est reconnu pour ses interventions dans l’affaire de l'Arche de Zoé en décembre 2007 à N’Djamena, ce qui lui vaut une notoriété dans le monde juridique. Il est ensuite sollicité par le président tchadien Idriss Déby, comme avocat de la famille présidentielle.

### Engagement politique
Jean-Bernard Padaré s'engage en politique à partir de 2011, et devient rapidement une figure influente au sein du Mouvement Patriotique du Salut (MPS). Il est nommé à plusieurs postes clés, dont Ministre des Affaires foncières (2011), Ministre de l’urbanisme (2013), Ministre de la Justice Garde des Sceaux (2013), Gouverneur de la Région du Batha (2017), Secrétaire Général à la Présidence de la République (2017), Ministres d’ETAT, Ministres des infrastructures des transports et du Désenclavement (2018), PCA de l’Agence de développement des Technologies de l’information et de la Communication (2018).
En 2018, il est nommé secrétaire général à la Présidence de la République, un rôle dans lequel il se distingue par son travail sur le Forum National Inclusif, ayant conduit à la naissance de la IVe République. Il a également été au cœur de débats nationaux sur la réforme des institutions de la République. En 2021, il participe à la commission ad hoc chargée de la sélection des membres du Conseil National de Transition (CNT). Il est nommé Conseiller à la Présidence de la République l'année suivante.
Le 2 février 2024, il est élu président du Conseil constitutionnel.
En tant que défenseur des droits de l'Homme et des réformes juridiques, il a été pendant un temps vice-président de la Ligue Tchadienne de Droit de l’Homme. Il est aussi membre fondateur et fut le secrétaire Générale de l’Union des Jeunes Avocat du Tchad.
Sur le plan personnel, il a fait le choix de se convertir à l'islam le 11 avril 2025. En conséquence, il a adopté le nom de Bilal, qui est une référence au premier muezzin de l'islam, Bilal ibn Rabah.

### Controverses
Au cours de sa carrière politique, Jean-Bernard Padaré a été impliqué dans quelques controverses, notamment à la suite d'une plainte qu’il avait déposé pour arrestation illégale et détention arbitraire à la suite de la disparition de Ngarlejy Yorongar et Ibni Oumar Mahamat Saleh, des dirigeants de l’opposition tchadienne, qui a suscité des débats dans la presse nationale et internationale.
En 2014, le tribunal de grande instance de Ndjamena le condamne à douze mois de prison avec sursis et 1,5 million de francs d'amende, dans une affaire l'opposant à un commerçant qui l'accusait de tentative d'escroquerie. Il est finalement acquitté en appel.

### Distinctions
Jean-Bernard Padaré est nommé Chevalier National de l’Ordre du Mérite en 2018.

### Publications
Jean-Bernard Padaré a contribué à diverses publications académiques et juridiques, dont :
- Le dialogue public-privé au service de la dynamisation de la filière élevage-abattage-viande, Paris, Éditions L'Harmattan, 2024, 74 p. (ISBN 9782140496547)